# Hijas del Tomate
Albums de Las Ketchup
Un Blodymary
(2006)
Singles
1. Aserejé (The Ketchup Song)
Sortie : 10 juni 2002
2. Kusha Las Payas
Sortie : 15 novembre 2002

Hijas del Tomate est le premier album studio du girl group espagnol de pop et de flamenco Las Ketchup, sorti en juin 2002, à l'époque où les chanteuses n'étaient que trois. Le titre de l'album (littéralement « Filles d'el Tomate ») s'inspire du surnom de leur père Juan Muñoz, « El Tomate », un guitariste de flamenco,.
Il a gagné en popularité, notamment grâce au hit numéro un The Ketchup Song (Aserejé).
L'album a été nommé pour un Latin Grammy Award du meilleur album pop par un duo ou un groupe avec voix en 2003 et est certifié or et platine dans plusieurs pays.

## Liste des titres
| 1.    | The Ketchup Song (Aserejé) (Spanglish version) | 3:31 |
| 2.    | Kusha las payas                                | 2:46 |
| 3.    | Un de vez en cuando                            | 3:34 |
| 4.    | Lánzame los trastos, baby                      | 3:23 |
| 5.    | Sevillanas pink                                | 3:27 |
| 6.    | The Ketchup Song (Aserejé) (Hippy version)     | 3:30 |
| 7.    | Krapuleo                                       | 3:28 |
| 8.    | Me persigue un chulo                           | 3:06 |
| 9.    | Tengo un novio tántriko                        | 3:14 |
| 10.   | The Ketchup Song (Aserejé) (Karaoke version)   | 3:44 |
| 11.   | The Ketchup Song (Aserejé) (Spanish version)   | 3:31 |
| 37:14 |                                                |      |

### Édition spéciale
Une édition spéciale est sortie en Espagne. Elle contient un DVD avec le clip « Asereje », une version Karaoké ainsi qu'une présentation du groupe.

## Certifications
| Région                                                                                                 | Certification       | Ventes/Streams |
| --- | ------------------- | -------------- |
| États-Unis (RIAA)                                                                                      | 4 × Platine (Latin) | 400 000^       |
| Finlande (IFPI)                                                                                        | 2 × Platine         | 78 846         |
| France (SNEP)                                                                                          | Or                  | 100 000*       |
| Grèce (IFPI)                                                                                           | Or                  | 15 000^        |
| Mexique (AMPFV)                                                                                        | Platine             | 150 000^       |
| Suisse (IFPI)                                                                                          | Or                  | 20 000x        |
| *Ventes selon la certification ^Mise en rayon selon la certification xNon précisé par la certification |                     |                |